# Kandy Muse
Kandy Muse és el nom artístic de Kevin Candelario, una drag queen, artista queer i intèrpret nord-americà més conegut per ser el subcampió de la tretzena temporada de RuPaul's Drag Race i per formar part de la House of Aja .

## Carrera
Kandy Muse va formar part de la House of Aja, una antiga drag queen que va competir a la novena temporada de RuPaul's Drag Race . Kandy Muse és ara membre de la Doll Haus, juntament amb els antics membres de House of Aja Dahlia Sin i Janelle No. 5.
El 2021 Kandy Muse va competir a la tretzena temporada de Drag Race, durant la qual Kandy Muse va retratar una "versió guarida" de LinkedIn a " Social Media: The Unverified Rusical " i Patrick Starrr a l'episodi Snatch Game. Kandy Muse va ser elegida originalment per a la dotzena temporada del programa.
Candelario va treballar breument a Sephora abans d'enlairar la seva carrera drag.

## Vida personal
Candelario va néixer de pares d'ascendència dominicana i viu a Nova York, a partir del 2021. Va néixer al South Bronx, Nova York, i es va criar entre allà i la República Dominicana.

## Premis i nominacions
| Curs | Òrgan premiador                        | Categoria                                 | Treballar                    | Resultats |
| ---- | -------------------------------------- | ----------------------------------------- | ---------------------------- | --------- |
| 2018 | Premis de la vida nocturna de Brooklyn | Drag Queen de l'any                       | Ella mateixa                 | Guanyador |
| 2021 | Premis MTV Movie &amp; TV              | Millor lluita (amb Tamisha Iman)          | RuPaul's Drag Race: Untucked | Nominat   |
| 2022 | Premis Queerty                         | Futur All-Star                            | Ella mateixa                 | Nominat   |
| 2022 | Premis WOWIE                           | Millor Twitter (Premi The Trending Topic) | Ella mateixa                 | Nominat   |